# مصنع الريف للسكر بجازان
مصنع الريف للسكر بجازان هو مصنع خاص بتكرير السكر بمنطقة جازان وتبلغ طاقة المصنع الانتاجية بمليون طن من السكر.

## نبذة
سيستخدام المصنع تقنيات حديثة توفر من 30 – 40% من استهلاك الطاقة، الأمر الذي سينعكس على الأسعار، لتبلغ الطاقة الإنتاجية للمصنع 3 آلاف طن يوميا، بحصة سوقية قدرها 30%.